# نغوين كوك لونغ
نغوين كوك لونغ (بالفيتنامية: Nguyễn Quốc Long) هو لاعب كرة قدم فيتنامي في مركز الدفاع، ولد في 19 فبراير 1988 في هانوي في فيتنام. شارك مع منتخب فيتنام تحت 23 سنة لكرة القدم ومنتخب فيتنام لكرة القدم. أما مع النوادي، فقد لعب مع نادي فيتيل ونادي هانوي.

## وصلات خارجية
- نغوين كوك لونغ على موقع قاعدة بيانات كرة القدم.إي يو (الإنجليزية)
- نغوين كوك لونغ على موقع Soccerway.com (الإنجليزية)